# Свищ (рід птахів)
Свищ (Mareca) — рід водних птахів родини качкових (Anatidae). Включає п'ять сучасних та один вимерлий вид.

## Таксономія
Види, які включені в цей рід, раніше відносили до роду Anas. Молекулярно-філогенетичне дослідження, яке порівнює послідовності мітохондріальної ДНК, опубліковане в 2009 році, виявило, що рід Anas не був монофілетичним. На підставі опублікованої філогенії рід Anas був розділений на чотири монофілетичні роди, при чому 5 видів перенесено у відроджений рід Mareca.
Назва роду Mareca походить від бразильсько-португальського слова «marreco»: загалом це слово означає маленьку качку, зокрема чирянку велику, яка, однак, належить до роду Anas.

## Види
- Нерозень (Mareca strepera)
- Качка далекосхідна (Mareca falcata)
- Свищ євразійський (Mareca penelope)
- Свищ чилійський (Mareca sibilatrix)
- Свищ американський (Mareca americana)
- †Свищ короткодзьобий (Mareca marecula)